# 张乐琴
张乐琴（1954年4月—），女，回族，河南洛阳人，中华人民共和国政治人物，曾任宁夏回族自治区政协副主席、党组成员。

## 生平
1974年至1977年就读于沈阳药学院41期药学专业。